# 2022年內華達州副州長選舉
2022年內華達州副州長選舉於2022年11月8日舉行，以選舉內華達州副州長。現任民主黨副州長麗莎·卡諾·伯克黑德競選連任。